# 's-Gravenpolder (Groede)
De  's-Gravenpolder is een polder ten noorden van Nieuwvliet, behorende tot de Catspolders.
Oorspronkelijk was deze polder eind 13e eeuw (na 1282) ingedijkt in opdracht van Jan I van Namen, graaf van Vlaanderen, naar wie de polder vernoemd is. Herdijking volgde, na de inundatie van 1583, in 1613 in opdracht van Jacob Cats. Er ontstond een langgerekte polder van 96 ha.
De polder, die over een kleine afstand aan de kust van de Wielingen grenst, wordt begrensd door de Zeeweg, de Zwartegatse Kreek, de Mosseldijk en de Sint Bavodijk.
Aan de zuidpunt van de polder bevindt zich een camping, en aan de noordzijde is er een natuurgebiedje van 11 ha tussen een andere camping en de Zwartegatse Kreek in.